# Rhudson Fonseca
Rhudson Fonseca (Recife, ...) è un ex giocatore di football americano e allenatore di football americano brasiliano, che ha giocato come quarterback.